# رهاب البرودة
رهاب البرودة (بالإنجليزية: Frigophobia)‏ ويقصد بها الخوف المرضي من البرودة والاشياء الباردة، كالخوف من المثلجات، وهؤلاء الاشخاص غالبا ما يرتدون ملابس ثقيلة ويتغطون بالبطانيات في أي وقت من العام بغض النظر عن درجة حرارة الهواء المحيط، حتى لو وصلت أقصى الدرجات في فصل الصيف. وقد يعد هذا من الاضطرابات النفسية أخرى.